# Fidati del tuo cuore
Fidati del tuo cuore è un album di Danilo Amerio, pubblicato nel 1999 dalla casa discografica NAR International.

## Tracce
1. Fidati del tuo cuore – 4:22
2. Stella Bonsai – 3:55
3. Freddo dentro – 4:35
4. Perdonati – 4:00
5. A cuore nudo – 4:00
6. Vola – 4:25
7. Io sarò con te – 4:09
8. Tu parte latina – 4:24
9. Fidati – 0:42
10. La chitarra – 2:42
11. Le donne di tutti – 4:55
12. Dama – 4:21
13. Buttami via
14. Nunin – 2:53
15. Song for Naco – 2:27